# 조나 로무
조나 탤리 로무 MNZM(영어: Jonah Tali Lomu MNZM, 1975년 5월 12일~2015년 11월 18일)은 뉴질랜드의 전 럭비 유니언 선수로 현역 시절 포지션은 윙어(WTB)였다.

## 생애
조나 로무는 통가 혈통을 지냈으며 1975년 오클랜드에서 태어났다. 그는 오클랜드의 웨슬리 칼리지를 졸업했고 고등학교 시절부터 뉴질랜드 U-17 대표, U-19 대표, U-21 대표를 거쳐 1994년에는 최연소인 19세에 럭비 국가대표팀에 발탁되었다.
1995년 럭비 월드컵에 출전하였으나, 결승전에서 남아프리카 공화국에 패해 준우승을 달성했다. 1998년에는 말레이시아의 쿠알라룸푸르에서 열린 1998년 코먼웰스 게임 7인제 럭비 뉴질랜드 국가대표로 출전해 금메달을 획득했다. 2001년에 개최된 제3회 2001년 7인제 럭비 월드컵 도중 부상으로 이탈한 에릭 러시 대신 급히 초빙되어 뉴질랜드를 월드컵 우승으로 이끌었으나 2003년에 신장 기능이 악화되어 인공 투석을 시작했다. 2004년에 이식 기증자를 찾아 수술은 성공했다.
수술 후 재활을 거쳐 2005년에 복귀했으나 2006년 4월에 발목 부상으로 뉴질랜드로 귀국했다. 2007년 개최된 럭비 월드컵에 출전하고 싶어했지만 슈퍼 14 팀과 계약하지 못하고 이 해에 현역 은퇴를 발표했다. 
은퇴 후에는 보디 빌딩과 권투 훈련에 몰두했으며, 2009년에 아마추어 보디 빌딩 대회에 출전했다. 그는 2015년 11월 18일 오클랜드에서 신증후군으로 인한 심장 마비로 사망했다.